# 121. Infanterie-Division (Wehrmacht)
Die 121. Infanterie-Division (121. ID) war ein Großverband des Heeres der deutschen Wehrmacht im Zweiten Weltkrieg.

## Divisionsgeschichte
- Deutschland: Oktober 1940 bis Juni 1941
- Ostfront, Nordabschnitt: Juni 1941 bis Januar 1944
- Ostpreußen, Kurlandkessel: Januar 1944 bis Mai 1945

Die 121. Infanterie-Division wurde als Division der 11. Aufstellungswelle im Oktober 1940 aus Teilen der 1. und 21. Infanterie-Division auf dem Truppenübungsplatz Munsterlager bei Munster in der Lüneburger Heide aufgestellt.
Für die Vorbereitung auf das Unternehmen Barbarossa verlegte die Division nach Ostpreußen und wurde der Heeresgruppe Nord und der 16. Armee unterstellt. Das erste Ziel der Division war die Eroberung der Stadt Dünaburg in Lettland. Dünaburg wurde Ende Juli 1941 eingenommen. Im Winter 1941/42 nahm die 121. Infanterie-Division an der Belagerung Leningrads teil. Vom Mai 1942 bis Februar 1944 kämpfte die Division fast ununterbrochen an der Wolchow-Stellung. Im Frühjahr 1944 musste die Heeresgruppe Nord dem Druck der Roten Armee weichen, und die 121. Infanterie-Division zog sich über Luga, Pleskau und Livland nach Ostpreußen zurück. Im März 1944 erfolgte eine Auffrischung durch die Schatten-Division Mielau. Die 121. Infanterie-Division wurde im Mai 1945 im Kurland-Kessel vernichtet, die Überlebenden gerieten in sowjetische Kriegsgefangenschaft.

## Personen

### Kommandeure
| Dienstzeit                         | Dienstgrad                          | Name                                        |
| ---------------------------------- | ----------------------------------- | ------------------------------------------- |
| 5. Oktober 1940 bis 5. Mai 1941    | Generalmajor/Generalleutnant        | Curt Jahn                                   |
| 6. Mai bis 3. Juli 1941            | Generalmajor                        | Otto Lancelle                               |
| 8. Juli 1941 bis 11. November 1942 | Generalmajor/Generalleutnant        | Martin Wandel                               |
| 11. November 1942 bis März 1944    | Oberst/Generalmajor/Generalleutnant | Hellmuth Prieß                              |
| März bis 1. Juni 1944              | Generalmajor                        | Ernst Pauer von Arlau                       |
| 1. bis 27. Juni 1944               | Generalleutnant                     | Rudolf Bamler                               |
| 27. Juni bis 10. Juli 1944         | Generalleutnant                     | Hellmuth Prieß                              |
| 10. Juli bis 1. August 1944        | Generalleutnant                     | Theodor Busse                               |
| 1. August 1944 bis 28. April 1945  | Oberst/Generalmajor/Generalleutnant | Werner Ranck                                |
| 29. April bis 8. Mai 1945          | Generalmajor                        | Ottomar Hansen (mit der Führung beauftragt) |

### Generalstabsoffiziere (Ia)
| Dienstzeit                               | Dienstgrad     | Name               |
| ---------------------------------------- | -------------- | ------------------ |
| 5. Oktober 1940 bis 16. Januar 1942      | Major          | Kurt Brandstädter  |
| 16. Januar 1942 bis 10. Dezember 1943    | Major          | Henning Eppendorff |
| 10. Dezember 1943 bis 20. September 1944 | Major          | Fritz Hoefer       |
| September 1944 bis Mai 1945              | Oberstleutnant | Dietmar Eckert     |

### Bekannte Divisionsangehörige
- Kurt Brandstädter (1902–1963), war 1960, als Brigadegeneral des Heeres der Bundeswehr, stellvertretender Stabschef bei der Northern Army Group (NORTHAG)
- Dietmar Eckert (1913–2002), war von 1968 bis 1969, als Brigadegeneral des Heeres der Bundeswehr, Angehöriger der Führungsakademie der Bundeswehr
- Erwin von Lahousen (1897–1955), war aktiv in der Widerstandsbewegung des 20. Juli 1944
- Ottomar Hansen (1904–1993), war von 1961 bis 1964, als Generalmajor des Heeres der Bundeswehr, Befehlshaber im Wehrbereich IV

## Gliederung
- Infanterie-Regiment 405
- Infanterie-Regiment 407
- Infanterie-Regiment 408
- Artillerie-Regiment 121
- Pionier-Bataillon 121
- Feldersatz-Bataillon 121
- Panzerjäger-Abteilung 121
- Aufklärungs-Abteilung 121
- Nachrichten-Abteilung 121
- Nachschubstruppen 121